# Trophée NHK 2012
Navigation
Édition précédente Édition suivante
Le Trophée NHK (en anglais : NHK Trophy) est une compétition internationale de patinage artistique qui se déroule au Japon au cours de l'automne. Il accueille des patineurs amateurs de niveau senior dans quatre catégories: simple messieurs, simple dames, couple artistique et danse sur glace.
Le trente-quatrième Trophée NHK est organisé du 22 au 25 novembre 2012 au Sekisui Heim Super Arena à Sendai. Il est la sixième compétition du Grand Prix ISU senior de la saison 2012/2013.

## Résultats

### Messieurs

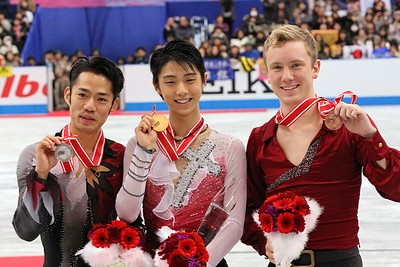
Podium des Messieurs

| Rang    | Nom               | Pays       | Points | Programme court | Programme court | Programme libre | Programme libre |
| ------- | ----------------- | ---------- | ------ | --------------- | --------------- | --------------- | --------------- |
| 1       | Yuzuru Hanyu      | Japon      | 261.03 | 1               | 95.32           | 1               | 165.71          |
| 2       | Daisuke Takahashi | Japon      | 251.51 | 2               | 87.47           | 2               | 164.04          |
| 3       | Ross Miner        | États-Unis | 235.37 | 4               | 73.41           | 3               | 161.96          |
| 4       | Javier Fernández  | Espagne    | 232.78 | 3               | 86.23           | 5               | 146.55          |
| 5       | Richard Dornbush  | États-Unis | 217.56 | 6               | 70.05           | 4               | 147.51          |
| 6       | Kevin Reynolds    | Canada     | 216.26 | 5               | 70.20           | 6               | 146.06          |
| 7       | Sergey Voronov    | Russie     | 214.88 | 7               | 70.03           | 7               | 144.85          |
| 8       | Adam Rippon       | États-Unis | 210.47 | 8               | 67.89           | 8               | 142.58          |
| 9       | Andrei Rogozine   | Canada     | 182.39 | 9               | 67.70           | 9               | 114.69          |
| Abandon | Daisuke Murakami  | Japon      |        |                 |                 |                 |                 |

### Dames

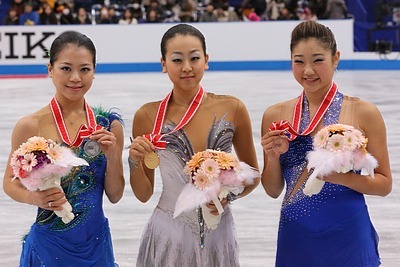
Podium des Dames

| Rang | Nom                  | Pays       | Points | Programme court | Programme court | Programme libre | Programme libre |
| ---- | -------------------- | ---------- | ------ | --------------- | --------------- | --------------- | --------------- |
| 1    | Mao Asada            | Japon      | 185.27 | 1               | 67.95           | 2               | 117.32          |
| 2    | Akiko Suzuki         | Japon      | 185.22 | 5               | 58.60           | 1               | 126.62          |
| 3    | Mirai Nagasu         | États-Unis | 176.68 | 2               | 61.18           | 3               | 115.50          |
| 4    | Li Zijun             | Chine      | 174.11 | 3               | 59.62           | 4               | 114.49          |
| 5    | Agnes Zawadzki       | États-Unis | 160.37 | 7               | 55.02           | 5               | 105.35          |
| 6    | Elene Gedevanishvili | Géorgie    | 156.96 | 6               | 57.50           | 6               | 99.46           |
| 7    | Ksenia Makarova      | Russie     | 156.52 | 4               | 58.93           | 7               | 97.59           |
| 8    | Haruka Imai          | Japon      | 145.42 | 9               | 48.10           | 8               | 97.32           |
| 9    | Sofia Biryukova      | Russie     | 139.12 | 8               | 49.31           | 9               | 89.81           |

### Couples
| Rang | Nom                                     | Pays       | Points | Programme court | Programme court | Programme libre | Programme libre |
| ---- | --------------------------------------- | ---------- | ------ | --------------- | --------------- | --------------- | --------------- |
| 1    | Vera Bazarova / Yuri Larionov           | Russie     | 192.02 | 1               | 65.61           | 1               | 126.41          |
| 2    | Kirsten Moore-Towers / Dylan Moscovitch | Canada     | 180.63 | 2               | 65.14           | 2               | 115.49          |
| 3    | Marissa Castelli / Simon Shnapir        | États-Unis | 174.51 | 3               | 61.85           | 3               | 112.66          |
| 4    | Alexa Scimeca / Chris Knierim           | États-Unis | 163.10 | 5               | 54.41           | 4               | 108.69          |
| 5    | Anastasia Martiusheva / Alexei Rogonov  | Russie     | 162.25 | 4               | 57.07           | 5               | 105.18          |
| 6    | Lindsay Davis / Mark Ladwig             | États-Unis | 143.70 | 6               | 45.61           | 6               | 98.09           |
| 7    | Nicole Della Monica / Matteo Guarise    | Italie     | 121.53 | 7               | 42.14           | 7               | 79.39           |

### Danse sur glace
| Rang | Nom                               | Pays        | Points | Danse courte | Danse courte | Danse libre | Danse libre |
| ---- | --------------------------------- | ----------- | ------ | ------------ | ------------ | ----------- | ----------- |
| 1    | Meryl Davis / Charlie White       | États-Unis  | 178.48 | 1            | 69.86        | 1           | 108.62      |
| 2    | Elena Ilinykh / Nikita Katsalapov | Russie      | 156.62 | 3            | 59.96        | 2           | 96.66       |
| 3    | Maia Shibutani / Alex Shibutani   | États-Unis  | 154.56 | 2            | 60.84        | 3           | 93.72       |
| 4    | Nicole Orford / Thomas Williams   | Canada      | 130.10 | 4            | 49.76        | 4           | 80.34       |
| 5    | Cathy Reed / Chris Reed           | Japon       | 124.46 | 5            | 48.33        | 5           | 76.13       |
| 6    | Penny Coomes / Nicholas Buckland  | Royaume-Uni | 122.80 | 6            | 46.72        | 6           | 76.08       |
| 7    | Huang Xintong / Zheng Xun         | Chine       | 119.56 | 7            | 45.99        | 7           | 73.57       |
| 8    | Yu Xiaoyang / Wang Chen           | Chine       | 108.28 | 8            | 40.92        | 8           | 67.36       |

## Source
- (en) Résultats du Trophée NHK 2012 sur le site de l'ISU